# 87
Het jaar 87 is het 87e jaar in de 1e eeuw volgens de christelijke jaartelling.

## Gebeurtenissen

### Balkan
- Keizer Domitianus stuurt een expeditieleger (5 legioenen) naar Dacië. De Romeinen drijven de Dacische stammen terug over de Donau, maar worden in een bergpas bij Tapae in een hinderlaag gelokt. Legio V Alaudae wordt vernietigd.
- Decebalus (87 - 106) bestijgt de troon als koning van Dacië.

### China
- Keizer Han Zhangdi ontvangt de eerste ambassadeur van het Indische Kushanrijk in de hoofdstad Luoyang.

## Geboren
- Claudius Ptolemaeus, Grieks astronoom en wiskundige (overleden 150)